# Courgivaux
Courgivaux är en kommun i departementet Marne i regionen Grand Est (tidigare regionen Champagne-Ardenne) i nordöstra Frankrike. Kommunen ligger i kantonen Esternay som tillhör arrondissementet Épernay. År 2022 hade Courgivaux 277 invånare.

## Befolkningsutveckling
Antalet invånare i kommunen Courgivaux
| Referens: INSEE |